# 蔣婷婷
蔣婷婷（1986年9月25日—），四川成都人，中國花樣游泳女子運動員，其双胞姐為蔣文文，同是國家隊中的花樣游泳運動員。

## 生涯
蔣婷婷出生於四川成都，1994年在教練鄭嘉和羅璽的帶領下開始參與訓練。2002年，蔣婷婷與姐姐晉身成國家青年隊，當時她們的教練是趙元。兩年後，蔣婷婷升至正規的國家隊，教練是井村雅代、鄭嘉和汪潔。
在2005年的 十運會中，兩姐妹代表四川隊參賽，由於不敵北京的張曉歡和顧貝貝，最終取得了雙人小項的銀牌，同昤，她們又取得了團體小項的次名。同年的世界錦標賽中，兩人與隊友代表中國隊，於團體賽排名中第6位，雙人賽排名第5位。年尾的東亞運動會中，「文婷」姐妹在雙人賽小項以不足1分的距離敗於日本組合中，獲銀牌一面。
2006年，兩姐妹與隊友張曉歡、顧貝貝、王娜、吳怡文、劉鷗、孫萩亭及朱政及領隊李維波參與2006年多哈亞運，分別在雙人賽和團體賽小項擊敗日本，為中國奪得他們的首面花樣游泳的國際性冠軍。翌年3月在澳洲墨爾本舉行的世界游泳錦標賽中，蔣氏姐妹在雙人自選賽初賽中以96.333分排名第4，出線決賽。兩日後的決賽中，她們以96.00分排名第4，落後日本組合1.167分，無緣獎牌，但已突破了上屆第6名的最佳成績。次日的規定團體決賽中，蔣姐妹與顧貝貝取得第四名，但同是中國歷史以來最出色的成績。幾天後的自選團體決賽，第三度取得第4。
2008年4月舉行的好運北京奧運外圍賽中，她與其姐取得銀牌，成績為96.083分。4個月後的北京奧運，她與隊友力壓日本組合，奪得銅牌，是中國於奧運中首面的花樣游泳獎牌。時至2009年7月，她與其妹於世界游泳錦標賽的雙人技術自選小項中以95.667分取得銅牌，為中國於該錦標賽中的第一面花樣游泳獎牌。兩日後，二人與團體自由組合小項中取得銀牌，刷新了之前創下於世界游泳錦標賽的最佳成績。
2010年，與隊友參加廣州亞運會花樣游泳比賽的双人、集體及自由組合比賽，奪得三面金牌。
2012年，蔣婷婷代表中国出戰英國倫敦舉行的奥林匹克运动会水上芭蕾比賽團體項目賽事。

## 主要比賽成績
- 2002年：全国花样游泳锦标赛 集体 冠军
- 2002年：全国花样游泳冠军赛 集体 冠军
- 2005年：十运会 双人 銀牌
- 2006年：多哈亞運會 集体、双人 金牌
- 2007年：世界游泳锦标赛 集体、双人 第四名
- 2008年：北京奥运会 集体 铜牌
- 2009年：世界游泳锦标赛 双人技术自选、双人自由自选、集体技术自选、集体自由自选 第三名；集体自由自选组合 亚军[2]
- 2010年：廣州亞運會 集体、双人、自由組合 金牌